# Црква Свете Тројице у Тамничу
Црква Свете Тројице у Тамничу, насељеном месту на територији општине Неготин припада Епархији тимочкој Српске православне цркве.